# Temesia obsequiosa
Temesia obsequiosa är en tvåvingeart som beskrevs av Robineau-desvoidy 1863. Temesia obsequiosa ingår i släktet Temesia och familjen parasitflugor.
Artens utbredningsområde är Frankrike. Inga underarter finns listade i Catalogue of Life.